# Chiến tranh Kosovo
Thuật ngữ Chiến tranh Kosovo hay Xung đột Kosovo là một cuộc xung đột có vũ trang để mà kiểm soát vùng Kosovo trong những năm 1998/1999. Kosovo là một vùng nơi đa số dân là người gốc Albania, lúc đó thuộc Serbia, nước Serbia và Montenegro.

## Trước khi có sự can thiệp của NATO

### Kosovo thuộc Nam Tư dưới thời Tito (1945-1986)
Căng thẳng giữa hai cộng đồng đã được nhen nhóm trong suốt thế kỷ 20 và thỉnh thoảng trở thành những cuộc bạo lực, đặc biệt trong Chiến tranh Balkan lần thứ nhất, Thế chiến thứ nhất và Thế chiến thứ hai. Chính quyền cộng sản của Josip Broz Tito đã đàn áp có hệ thống các cuộc biểu tình của những nhà chủ nghĩa dân tộc trên khắp nước Nam Tư, nhằm chắc chắn rằng không một nước cộng hòa nào thống trị các nước khác. Đặc biệt, sức mạnh của Serbia - nước cộng hòa rộng và đông dân nhất - đã giảm dần bởi sự thành lập chính phủ tự trị ở tỉnh Vojvodina phía bắc Serbia và tỉnh Kosovo ở phía nam. Biên giới của Kosovo không chính xác đúng với vùng sinh sống của người thiểu số Albania ở Nam Tư (lượng lớn người Albania đã rời đến Cộng hòa Macedonia, Montenegro và Serbia trong khi ở phía bắc tỉnh Kosovo vẫn còn rất nhiều người Serbia). Tuy nhiên, đa số cư dân ở đây là người Albania ít nhất là từ 1921.
Nền tự trị chính thức của Kosovo, thiết lập theo Hiến pháp Nam Tư 1945, ban đầu có rất ít trên thực tế. Cảnh sát mật của Tito đàn áp không nương tay với các phong trào dân tộc. Năm 1956, rất nhiều người Albania bị bắt ở Kosovo và bị buộc tội gián điệp và lật đổ. Nguy cơ của chủ nghĩa ly khai thực tế rất ít, vì các nhóm nhỏ bí mật hoạt động vì sự thống nhất với Albania không quan trọng lắm về mặt chính trị. Tuy vậy, ảnh hưởng lâu dài là có thật, vì một vài nhóm, đặc biệt là Phong trào Cách mạng cho sự thống nhất Albania, thành lập bởi Adem Demaci, sau đó đã trở thành nhân tố chính trị quan trọng của Quân Giải phóng Kosovo. Bản thân Adem Demaci cũng bị bắt vào năm 1964 cùng với rất nhiều người trong phong trào.
Nam Tư đã trải qua thời kỳ khủng hoảng kinh tế và chính trị vào năm 1969, vì một chương trình cải cách kinh tế hàng loạt của chính phủ đã tăng thêm khoảng cách giữa vùng phía bắc giàu có và vùng phía nam nghèo đói của đất nước. Các cuộc biểu tình của sinh viên và các cuộc nổi loạn in Beograd vào tháng 6 năm 1968 đã lan rộng đến Kosovo vào tháng 11 cũng năm đó, nhưng bị đàn áp bởi các lực lượng an ninh Nam Tư. Tuy nhiên, một vài đề nghị của sinh viên, đặc biệt là quyền lực đại diện thật sự cho người Albania ở cả Serbia và Nam Tư, và sự công nhận tiếng Albania, đã được Tito chấp nhận. Đại học Pristina được thành lập như là một tổ chức độc lập vào năm 1970, đã kết thúc một thời kỳ dài khi mà tổ chức này hoạt động như một tiền đồn của Đại học Beograd.
Năm 1974, địa vị chính trị của Kosovo được nâng lên cao nữa khi được một hiến pháp mới của Nam Tư trao thêm nhiều quyền chính trị. Cùng với Vojvodina, Kosovo được tuyên bố là một tỉnh và đạt được nhiều trong số các quyền lực của một nước cộng hòa bình thường: một ghế trong chức chủ tịch liên bang và có quốc hội riêng, lực lượng cảnh sát và ngân hàng quốc gia. Quyền lực vẫn nằm trong tay Đảng Cộng sản, nhưng giờ đây được ủy thác cho những người cộng sản Albania.
Cái chết của Tito vào tháng 5 năm 1980 đã dẫn tới một thời kỳ dài bất ổn định chính trị, càng làm tồi tệ thêm bởi khủng hoảng kinh tế gia tăng và sự nổi loạn của những người theo chủ nghĩa dân tộc. Sự bùng nổ lớn đầu tiên xảy ra ở thành phố chính của Kosovo, Pristina, vào tháng 3 năm 1981 khi các sinh viên Albania tụ tập thành hàng dài trong căng tin của trường. Tranh cãi tưởng là bình thường này nhanh chóng lan rộng khắp Kosovo và mang những đặc điểm của một cuộc khởi nghĩa quốc gia, với hàng loạt các cuộc biểu tình của dân chúng ở nhiều thị trấn ở Kosovo. Người biểu tình yêu cầu rằng Kosovo phải được trở thành là một nước cộng hòa thứ bảy của Nam Tư. Tuy nhiên, điều này đối với Serbia và Cộng hòa Macedonia là không thể chấp nhận được về mặt chính trị. Một vài người Serbia (và có thể một vài người theo chủ nghĩa dân tộc Albania nữa) nhìn nhận những yêu sách này như là mà mở đầu cho một "Đại Albania", có thể bao gồm cả những phần của Montenegro, Cộng hòa Macedonia và chính cả Kosovo. Chủ tịch nước Nam Tư cộng sản đã đàn áp các cuộc bạo loạn bằng cách đưa cảnh sát và quân đội đến và tuyên bố tình trạng khẩn cấp, mặc dù không hủy bỏ được nền tự trị của tỉnh này như một vài người Serbia cộng sản yêu cầu. Báo chí Nam Tư cho rằng đã có 11 người chết (mặc dù những bên khác tuyên bố số người bị chết lên tới 1000) và 4200 người khác bị bắt.
Đảng Cộng sản Kosovo cũng phải chịu sự thanh trừng, một vài nhân vật chủ chốt (bao gồm chủ tịch đảng) bị trục xuất. Kosovo phải chịu đựng sự hiện diện của cảnh sát mật nặng nề trong suốt thập niên 1980, đàn áp thẳng tay không thương tiếc những biểu thị của chủ nghĩa dân tộc trái phép, cả người Albania và người Serbia. Theo như một báo cáo được trích bởi Mark Thompson, khoảng 580.000 cư dân của Kosovo bị bắt, chất vấn, giam giữ hoặc là bị khiển trách. Hàng nghìn người trong số này đã mất việc hoặc là bị đuổi khỏi các cơ sở giáo dục.
Trong suốt thời gian này, căng thẳng giữa người Albania và cộng đồng người Serbia tiếp tục leo thang. Năm 1969, Giáo hội Chính thống của Serbia đã ra lệnh cho các tăng lữ thu thập dữ liệu về vấn đề đang tiếp diễn của người Serbia ở Kosovo, nhằm gây áp lực cho chính phủ ở Beograd phải tăng cường bảo vệ sự trung thành của người Serbia. Tháng 2 năm 1982, một nhóm thầy tu từ Serbia thỉnh cầu Giám mục của mình đưa ra câu hỏi "Tại sao Giáo hội Serbia lại im lặng" và tại sao không có chiến dịch chống lại sự "hủy diệt, đốt phá, xúc phạm thần thánh của Kosovo". Những lo ngại như vậy đã thu hút sự chú ý của Beograd. Chuyện này được xuất hiện hết lần này đến lần khác trên báo chí Beograd, tuyên bố rằng người Serbia và Montenegro đang bị ngược đãi. Có một sự nhận thức xác thực giữa những người theo chủ nghĩa dân tộc Serbia là người Serbia đang bị đuổi ra khỏi Kosovo. Một thực tế quan trọng góp phần vào mối lo sợ và sự bất ổn định này là sự vận chuyển mai túy quy mô lớn của mafia ở Kosovo và Albania.
Một nhân tố khác nữa là tình trạng ngày càng tồi tệ của nền kinh tế Kosovo, khiến người Serbia không chọn nơi này để tìm việc. Người Albania cũng như người Serbia có xu hướng thích người cùng sắc tộc hơn khi thuê nhân viên mới, nhưng lượng công việc trong hoàn cảnh nào cũng quá ít so với dân số.

### Cuộc thảm sát Racak
Tháng 1/1999, vụ thảm sát người Albania ở Racak trở thành giọt nước tràn ly. Phương Tây, vốn có quá nhiều vấn đề ở Bosnia, đã vào cuộc. Hội nghị Rambouillet tại Paris, Pháp, được triệu tập mùa xuân năm đó với ý định áp đặt một giải pháp chính trị cho quân nổi dậy nhưng không thành.

## Nam Tư rút lui và KFOR thế chỗ
Ngày 24 tháng 3 năm 1999, NATO phát động một chiến dịch ném bom trên không nhằm vào Serbia. Hàng trăm ngàn người Albania bị các nhóm quân của Milosevic đuổi khỏi Kosovo. Sau 78 ngày ném bom, Belgrade nhượng bộ. Tại Kosovo, lực lượng Serbia được thay thế bằng lính của NATO và Liên hợp quốc. Kosovo trở thành xứ bảo trợ quốc tế, đặt dưới sự chỉ đạo của LHQ. Quy chế của tỉnh này được đóng băng trong 5 năm.
Suốt mùa hè năm 1999, bạo lực tăng cao chống lại người Serbia sống trong các khu vực toàn người Albania ở phía nam đất nước. Sau Bosnia, Kosovo là một bằng chứng mới cho thấy thất bại chính trị của phương Tây khi định khởi động chủ nghĩa đa sắc tộc ở Balkans.
Tại Belgrade, hậu quả trực tiếp của cuộc oanh tạc của NATO là Milosevic bị lật đổ ngày 5 tháng 10 năm 2000. Phương Tây khi đó muốn thiết lập một chính quyền thân châu Âu ở Belgrade, mà người Albania ở Kosovo có thể chấp nhận hợp tác. Nhưng tháng 3 năm 2003, vụ ám sát Zoran Djindjic, chính khách duy nhất của Serbia muốn giải quyết vấn đề Kosovo, đã dập tắt hy vọng này. Và chủ nghĩa dân tộc Serbia sống lại.